# Gîrbova (stacja kolejowa)
Gîrbova – stacja kolejowa w miejscowości Frunză, w rejonie Ocnița, w Mołdawii. Położona jest na linii Ocnița – Żmerynka.